# Manarola
Manarola (ligur nyelven Manaèa ) település Olaszországban, Liguria régióban, La Spezia megyében. Közigazgatásilag frazione, Riomaggiore része. 1997 óta a közeli Palmaria, Tino és Tinetto szigetekkel, valamint a Cinque Terre többi településével együtt az UNESCO világörökségének része.

## Fekvése
A Ligur-tenger keleti partján fekszik egy rövid patak, a Groppo szurdokvölgyében, Corniglia és Riomaggiore között.

## Története
Manarola sokkal régebbi település, mint Riomaggiore, amelyhez jelenleg közigazgatásilag tartozik. A rómaiak alapították. Az ókorban Manium Arula néven volt ismert (jelentése Manes oltára). A mai településközpont a 12. században alakult ki, amikor a szomszédos Volastra lakossága közelebb költözött a tengerparthoz. Carpeni és Fieschi család birtokolta, majd 1276-tól a Genovai Köztársaság fennhatósága alá került. 1818-ban a Szárd Királyság, majd 1861-ben az Olasz Királyság része lett.
1997 óta a közeli Palmaria, Tino és Tinetto szigetekkel, valamint a Cinque Terre többi településével együtt az UNESCO világörökségének része. A bizottság indoklása szerint a kelet-liguri riviéra, Cinque Terre és Porto Venere között egy kiemelkedő értékű kulturális helyszín, egy rendkívül festői táj, amely az ember és természet harmonikus kölcsönhatásának révén jött létre és amely évezredek óta jól szemlélteti az a hagyományos életformát, ami napjainkban is meghatározza az itt élő közösségek társadalmi és gazdasági életét.

## Fő látnivalók
Manarola és Riomaggiore között húzódik a sziklás tengerparton végigfutó keskeny gyalogosút, a Via dell’Amore (jelentése a szerelem útja), amelyet világszerte az egyik legszebb tengerparti sétánynak tartanak. Az út 1920-ban jött létre a két település közötti vasúti alagút építésekor. Ezen keresztül közelítették meg a két település között kialakított raktárt, amelyben a robbantáshoz szükséges dinamitot tárolták. Az építkezés befejezése után a két település lakói továbbra is használták. Nevét az 1970-es években elhelyezett padok után kapta, amelyekre egymásba szerelmes görög és római mitológiai alakokat festettek.
További látnivalók:
- San Lorenzo-templom - 1338-ban épült, gótikus homlokzattal, rózsaablakkal, barokk belsővel. A homlokzaton látható dombormű Szent Lőrinc mártíromsága örökítette meg. A 14. századból való szárnyas oltárképén Szent Lőrinc látható, Szent Antal és Szent Bernát alakja között.
- védművek romjai, ,melyek valamikor a 13. század körül épültek, mára csak a bástya romjai láthatók, színes házakkal körbeépítve.
- Sciacchetrá múzeum (Museo dello sciacchetrá)